# THL Simplified Phonetic Transcription
THL Simplified Phonetic Transcription of Standard Tibetan (eller mer kortfattat: THL Phonetic Transcription) är ett system för fonetisk återgivning av det tibetanska språket.
Systemet skapades av David Germano och Nicolas Tournadre och publicerades den 12 december 2003. Det är i huvudsak en förenklad form av Tournadres fonetiska system, som används av Tournadre i hans tibetanskspråkiga läroböcker.
THL (tidigare THDL) är en förkortning för projektet "Tibetan and Himalayan Library", som sköts av University of Virginia.